# Столбино-Долинский сельский совет (Новосанжарский район)
Столбино-Долинский сельский совет (укр. Стовбино-Долинська сільська рада) — входит в состав
Новосанжарского района
Полтавской области
Украины.
Административный центр сельского совета находится в 
с. Столбина Долина.

## История
- 1926 — дата образования.

## Населённые пункты совета
- с. Столбина Долина
- с. Грекопавловка
- с. Давыдовка
- с. Кобы